# Liane Bahler
Liane Bahler (Gotha, 22 de enero de 1982 – Rudolstadt, 4 de julio de 2007) fue una ciclista profesional alemana.

## Biografía
Bahler comenzó su carrera profesional en 2001. En ese año, acabó tercera en la sexta etapa del Tour de Bretaña. En 2002, ganó una etyapa en el Tour de l'Aude. Fichó por el equipo del Nürnberger Versicherung en 2003 y estuvo en él en 2004 y 2005. En 2004, acabó segunda en el Albstadt Frauen Etappenrennen. En 2006, se unió al equipo neerlandés Therme Skin Care. Terminó segunda en el Tour Ciclista Femenino de la Drôme y tercera en la cuarta etapa de La Route de France Femenina. Ese mismo año, también ganó la carrera Colonia-Hürth. Para la temporada 2007, fichó por el equipo italiano Fenix-HPB.
El 4 de julio de 2007, Bahler falleció en un accidente automovilístico en Rudolstadt, mientras se dirigía al aeropuerto para competir en el Giro de Italia.